# Cratere Kurma
Kurma è un cratere presente sulla superficie di Tritone, il principale satellite di Nettuno; il suo nome deriva da quello della divinità Visnù quando appare sotto forma di una tartaruga (Kūrma, appunto).